# 剛性條款
憲法或基本法中的剛性條款（英語：entrenched clause, entrenchment clause）是讓某些修正案更難以通過或無法通過的規定，導致此類修正案不予受理。剛性條款的修正或廢除可能需要超級多數決、公投或少數政黨的同意。剛性條款或相似用語出現在巴西、捷克、德國、希臘、印度、伊朗、義大利、摩洛哥、挪威與土耳其的憲法或基本法中。